# Положение во гроб (картина Гарофало)
«Положение во гроб» (итал. La Deposizione) — картина итальянского живописца эпохи Возрождения Бенвенуто Тизи по прозванию Гарофало из собрания Государственного Эрмитажа в Санкт-Петербурге.
Картина иллюстрирует евангельский сюжет, описанный всеми четырьмя Евангелистами; в частности, в Евангелии от Матфея сказано:

Когда же настал вечер, пришёл богатый человек из Аримафеи, именем Иосиф, который также учился у Иисуса; он, придя к Пилату, просил тела Иисусова. Тогда Пилат приказал отдать тело; и, взяв тело, Иосиф обвил его чистою плащаницею и положил его в новом своём гробе, который высек он в скале; и, привалив большой камень к двери гроба, удалился. Была же там Мария Магдалина и другая Мария, которые сидели против гроба.
— Мф. 27:25–61
Картина написана около 1520 года масляными красками по дереву, её ранняя история неизвестна. В начале XVIII века картина находилась в коллекции кардинала Пьетро Оттобони в Венеции. В 1720 году была подарена русскому посланнику и торговому агенту в Венеции П. И. Беклемишеву, который, в свою очередь, преподнёс её царю Петру I. До конца XVIII века картина находилась в Петергофе, откуда была передана в Эрмитаж. В 1892 году реставратором А. Сидоровым была переведена с дерева на холст.
При передаче картины от кардинала Оттобони Беклемишеву она считалась работой Рафаэля, однако в начале XIX века её автором был назван Гарофало и все позднейшие исследования подтвердили его авторство.
Известна поздняя копия с эрмитажной картины (дерево, масло, 61 × 87), находящаяся в картинной галерее герцогов Эсте в Модене.